# Ořešák královský

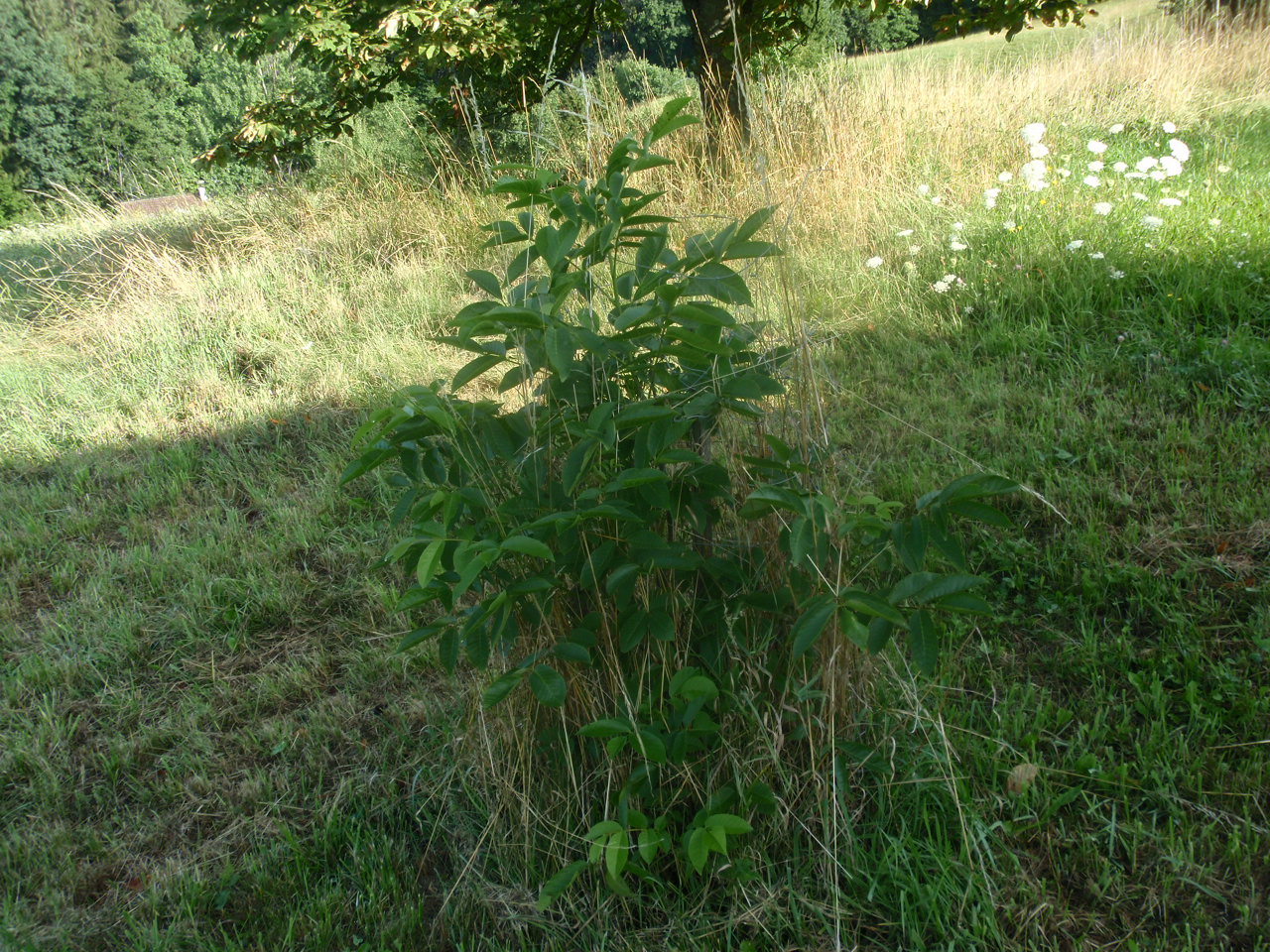
Mladý stromek

Ořešák královský, resp. ořešák vlašský, (Juglans regia – z lat. Jovis glans /Jupiterovy ořechy/ a regia /královský/) je mohutný listnatý strom z čeledi ořešákovitých. Může dorůstat výšky až 45 metrů (výjimečně ještě více). Charakter jeho koruny a kmene je závislý na tom, zda se jedná o kultivar nebo původní divokou formu, a na prostředí, ve kterém roste. Divoké odrůdy inklinují zpravidla k vysoké štíhlé koruně a dlouhému kmenu, zdomácnělé kultivary ke koruně široké – kulovité až „rozpláclé“ a k větvení kmenu dochází relativně nízko. První variantu (štíhlost a výšku) podporuje kompetice s ostatními stromy o světlo a prostor, je tedy zvýrazňována u ořešáků, které rostou v těsné blízkosti stromů jiných. Naopak solitérně rostoucí stromy svou korunu více rozprostírají. I stromy s rozplácle tvarovanými korunami (s výjimkou už opravdu speciálních trpasličích kultivarů) však bez problémů dorůstají přes 15 metrů.

## Rozšíření
Ořešák královský je jedna z nejpěstovanějších dřevin na světě. Pěstuje se pro své plody (vlašské ořechy), jako okrasný a stínicí strom, medonosná rostlina nebo i pro své kvalitní a relativně rychle rostoucí dřevo.
Jeho přirozenou oblastí výskytu je zřejmě Balkán a Přední a Centrální Asie, kde roste až na úbočích Himálaje. Již ve starověku však začal být člověkem rozšiřován i do dalších částí světa. Během existence římské říše byl rozšířen coby pěstovaný strom do severní a západní Evropy a v 17. století si jej osadníci přivezli do Ameriky. Mezi význačné producenty ořechů se počítají Francie, Řecko, Bulharsko a Rumunsko v Evropě, Kalifornie v Severní Americe a Chile v Jižní Americe.
Ve střední Evropě se první zástupci tohoto druhu objevili někdy v době bronzové, větší rozšíření pěstování tohoto stromu nastalo v době raného středověku.
Upřednostňuje vlhké nížinné oblasti s vysokým obsahem humusu v půdě, vyžaduje hodně světla (o které si v kompetici s ostatními stromy dokáže „říci“). Vzhledem k tomu, že listy mají fungicidní a baktericidní účinky a odpuzují hmyz, bylo dříve doporučováno sázet ořešáky v bezprostřední blízkosti hnojišť.

## Vzhled

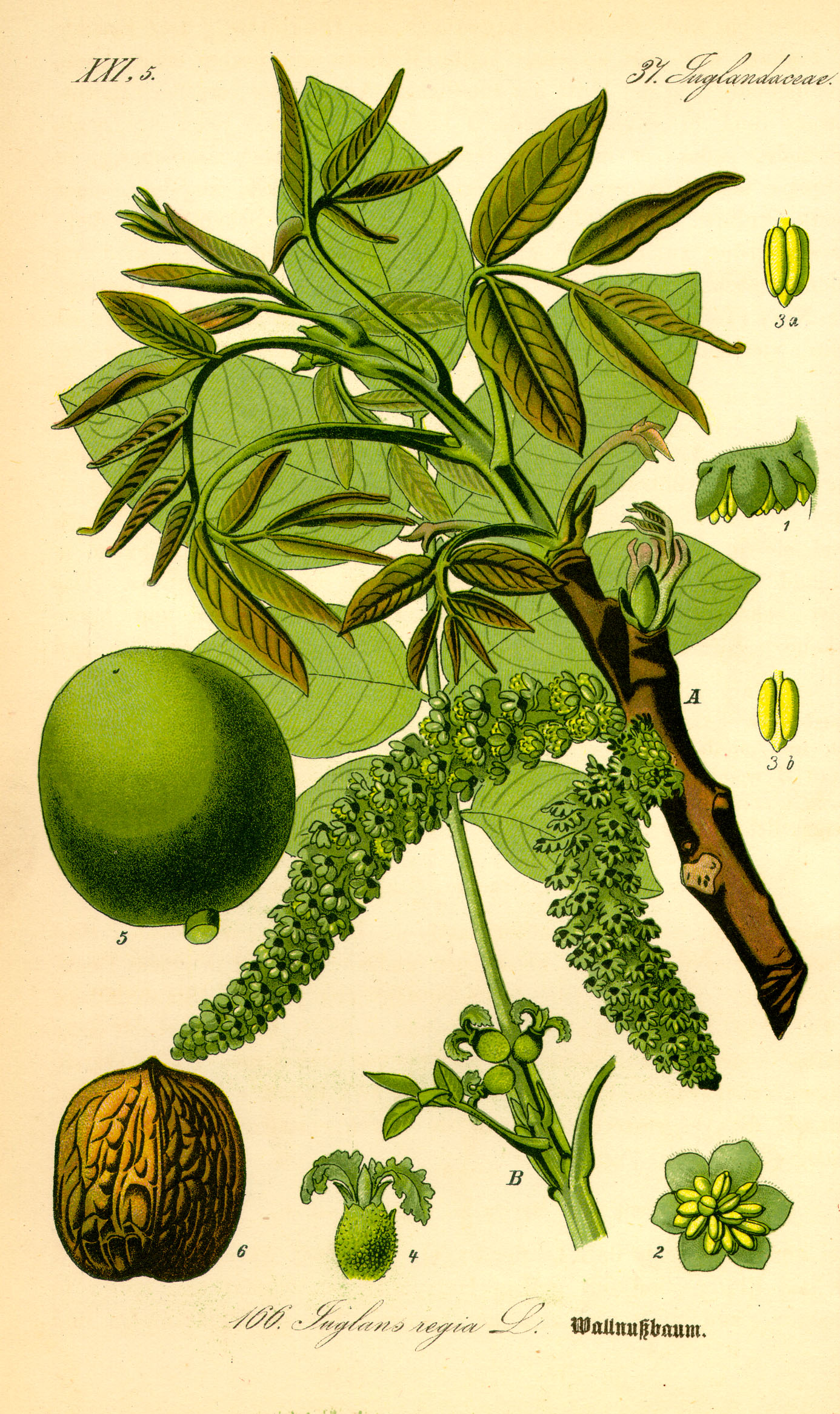
Ořešák královský – ilustrace

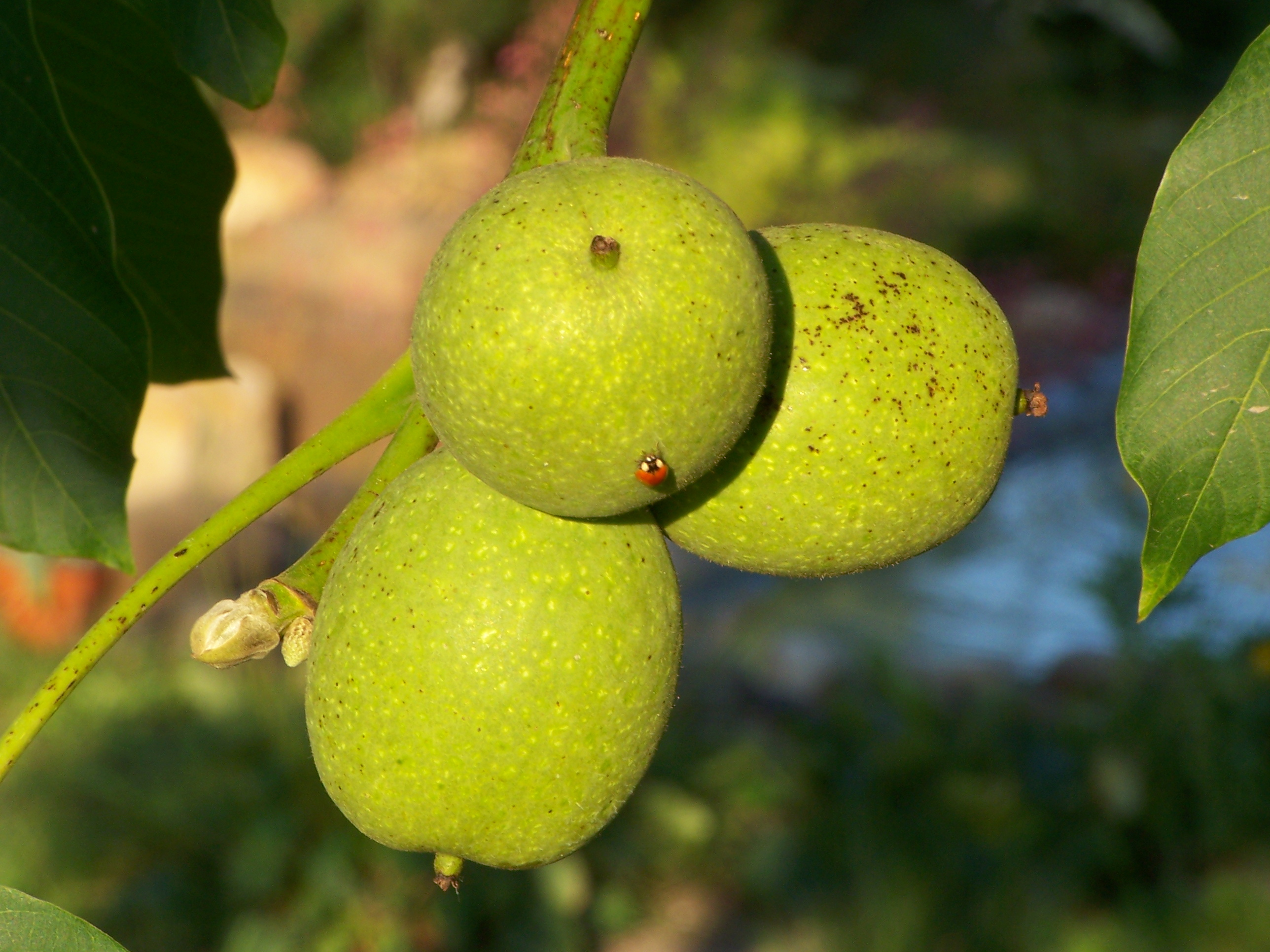
Ořešák královský

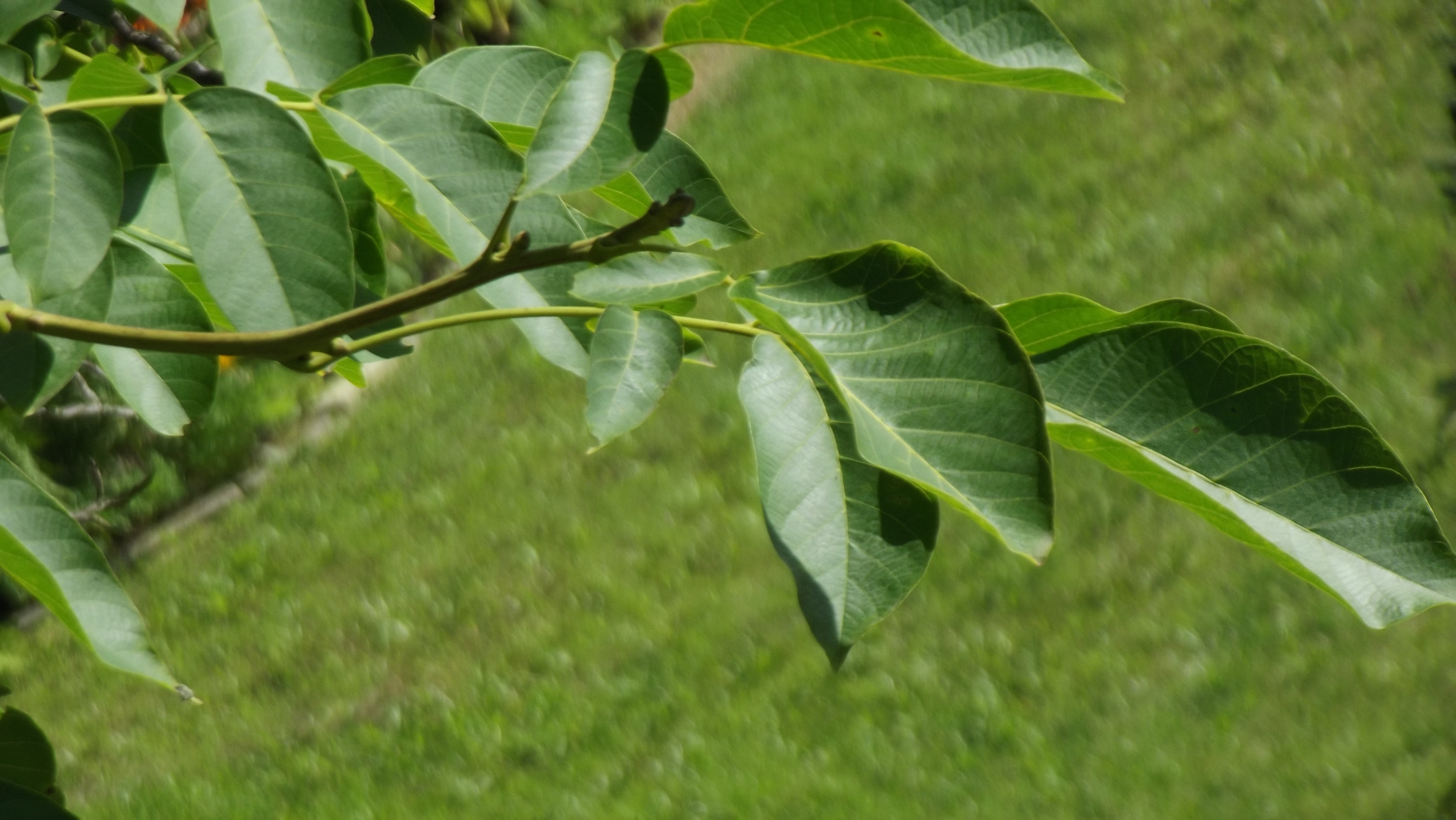
Detail větvičky s listy

Statný opadavý listnáč s černošedou borkou, větve nejprve zelenohnědé, posléze šedé. Listy má lichozpeřené, 3–4 jařmé, složené zpravidla z 5–9 lístků. Lístky jsou relativně tuhé, tmavozelené, celokrajné, lysé, podlouhle vejčité a na konci špičaté. Stejně jako pupeny a vlastně všechny měkké části rostliny s výjimkou zralých jader ořechů mají charakteristickou ořešákovou vůni.
V České republice kvete v dubnu a květnu, květy jsou jednopohlavné. Samčí, 3–10 cm dlouhé jehnědy, jsou relativně tlusté, žlutě až žlutozeleně zbarvené a vyrůstají na loňských větévkách, samičí květy se dvěma laločnatými bliznami na konci letorostů.
Plodit začíná zhruba v 15 letech. Plodem je tzv. vlašský ořech, oříšek obalený zdužnatělou češulí s kamenným oplodím. Osemení je blanité (u mladých ořechů vhodné ho odstranit, neboť má výraznou hořkou pachuť), laločnaté semeno bílé až běložluté. Z dospělého stromu lze za dobrého roku běžně sklízet až 50 kg ořechů.

## Obsahové látky

### Karbonové kyseliny
Velké množství různých nenasycených mastných kyselin, zejména:
- kyselina linolová (61 % z obsahu mastných kyselin)
- kyselina linolenová (13 %)

dále:
- kyselina kávová
- kyselina neo-chlorogenová

### Chinony
- juglon
- hydrojuglon

### Terpeny
germakren D

### Flavonoidy
- kvercetin
- kempferol

### Třísloviny a jejich deriváty
- kyselina gallová
- kyselina elagová

### Vitaminy a provitaminy
- β-karoten (provitamin A)
- vitamin B3, B5, B6
- kyselina L-askorbová (vitamín C)
- tokoferol (vitamin E)

### Stopové prvky
- draslík
- fosfor
- hořčík

## Využití

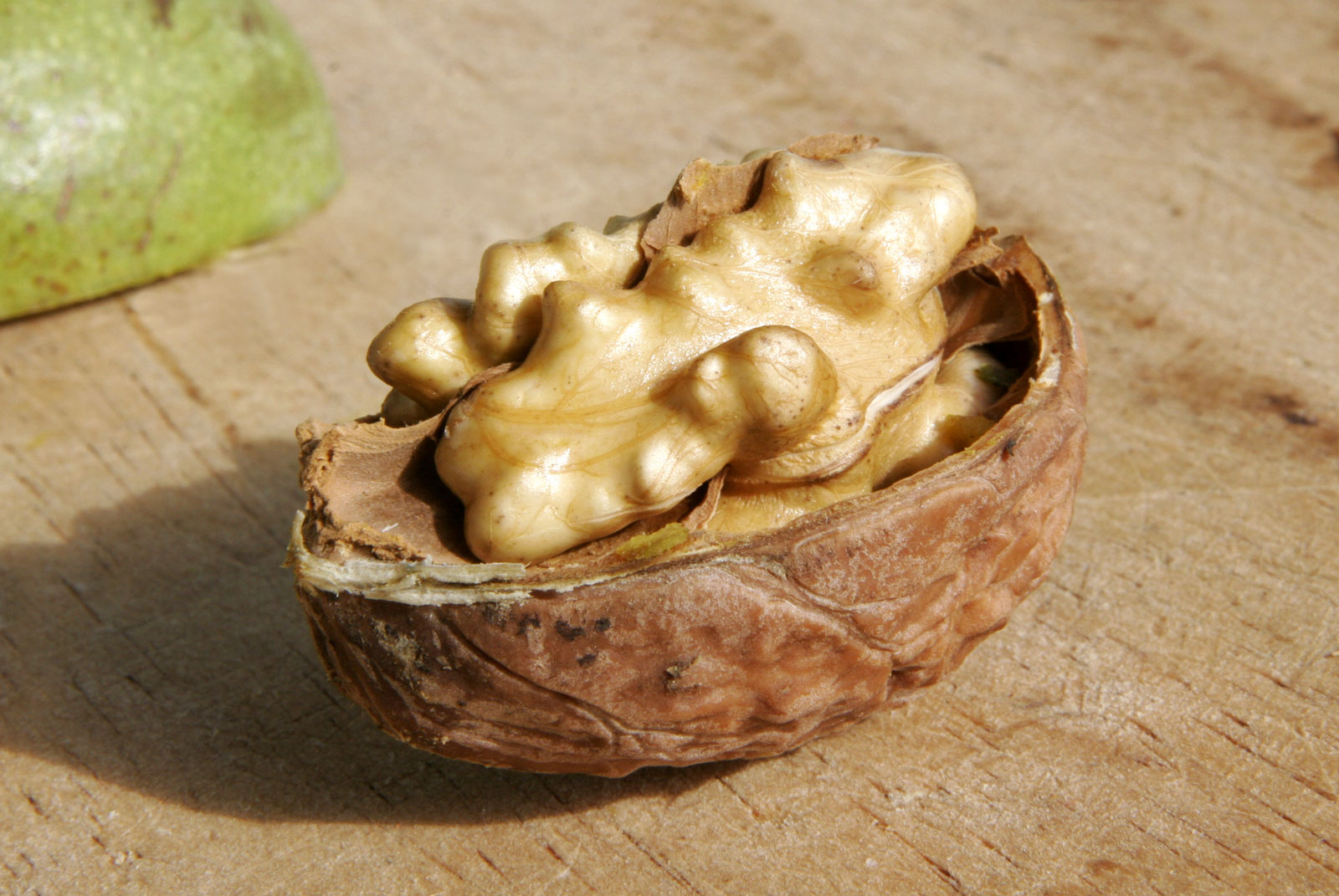
Rozlousknutý vlašský ořech (vzadu je vidět zbytek odstraněného dužnatého obalu)

### Potravina
Vlašské ořechy, jádra plodů, které ořešák produkuje, jsou výživově hodnotné. Obsahují v průměru 60 % tuků (obsahujících převážně nenasycené mastné kyseliny), 18 % proteinů (bílkovin), 16 % sacharidů (z toho 2% cukrů) a vitamínů a minerálů (hořčík a mangan v množství vhodném k pokrytí denní doporučené dávky)..
Jsou surovinou užívanou v potravinářství, zejména v cukrářství. Ořechová jádra se dají konzumovat samotné nebo z nich lze získávat vysoce kvalitní rostlinný olej. Z nezralých ořechů se vyrábí ořechová pálenka, ořechový likér a dříve i domácí kompot, z plátků měkkých nezralých ořechů a cukru.

### Dřevo
Dřevo ořešáku je vysoce kvalitní a velice rychle roste. Navíc jde o strom nenáročný na péči, takže ho lze za nízkých nákladů pěstovat na rozsáhlých plochách. Jeho cílené pěstění je však nižší než v letech minulých a dochází tak k převisu poptávky nad jeho nabídkou. Kresba ořechu při radiálním nebo tangenciálním řezu působí dekorativním dojmem. Při zohlednění textury dřeva při jeho obrábění je možné docílit jedinečného estetického dojmu. Vyrábí se z něj nábytek, pažby pušek, drobné přívěšky nebo šperky, ozdobné mísy a svícny.

### Léčitelství
Léčivé účinky vykazují listy a zelené oplodí ořešáku.

#### List
Čerstvé listy (sušená droga se nazývá Juglandis folium) se sbírají v červnu. Vyrábí se z nich odvar, který se používá proti poruchám trávení, zácpě a nechutenství. Maria Treben uvádí pozitivní vliv při cukrovce a žloutence. Dionýz Dugas doporučuje při výtoku a pro snížení hladiny cukru v krvi. Další způsob použití je příprava výluhu z listů, který má zmírňovat záněty kůže a nehtů a pomáhat proti uhrům, hnisavým vyrážkám, pocení nohou a vypadávání vlasů. Také má potlačovat vši.

#### Oplodí
Zhruba stejné, ale silnější účinky jako list. Sběr může probíhat později v červenci a v srpnu před zralostí jader.

#### Ořech
Ořechy se sbírají zelené, dokud je ještě lze snadno propíchnout (cca před 24. červnem). Vyrábí se z nich ořechová pálenka, která pročišťuje krev, napomáhá trávení a působí proti plynatosti. Podle Marie Treben též působí při rozumném užívání pozitivně na játra.
Podle Dugase se dá sbírat dužnatý zelený obal ořechu (když je ještě hezky zelený, ale dá se již loupat), který se dá používat stejně jako listy.
Zralé, už usušené ořechy se dají použít na přípravu odvaru při suchém kašli. Ořechy (asi 5) se rozlousknou a asi 5 minut povaří (i se skořápkami) poté se nechá vše 10 minut odstát, scedí se a pije. Uvařená jádra se dají sníst.

### Barvířství
Kůra, listí a nezralé plody ořešáku se používají v přírodním barvířství.

### Kosmetika
Extrakt z ořešáku se často přidává do opalovacích krémů a olejů či do některých šampónů. V extraktu obsažený velmi reaktivní naftochinon (juglon) totiž reaguje s volnými aminoskupinami bazických aminokyselin v pokožce za vzniku žlutých až hnědých barevných látek, podobných anilinovým barvivům. Kromě toho má výtažek repelentní účinek na hmyz.